# Une faim de loup (série télévisée)
Pour les articles homonymes, voir Une faim de loup.
Une faim de loup est une série télévisée québécoise en 26 épisodes de 28 minutes diffusée à partir du 2 septembre 1991 sur le Canal Famille.

## Distribution
- Mélissa Désormeaux-Poulin : Marie
- François Tardif : Simon le loup
- Paul Cagelet : Grand-Papa Noisette
- Nina Michèle de Rochemont : Lola la Lapine
- Donald Pilon : Augustin
- Marie-Josée Caya
- Jean-Raymond Charles
- François Godin
- Gisèle Trépanier

## Fiche technique
- Scénarisation : Nicole de Rochemont, François Tardif et Linda Wilscam
- Réalisation : Pierre Bélisle et Michel Bériault
- Société de production : Télé-Action